# Blue Öyster Cult (album)
| Recensione                        | Giudizio        |
| --------------------------------- | --------------- |
| AllMusic                          |                 |
| Robert Christgau                  | B+              |
| The New Rolling Stone Album Guide |                 |
| Sputnikmusic                      | 4.0 (Excellent) |
| Piero Scaruffi                    |                 |
| Ondarock                          |                 |
| Dizionario del Pop-Rock           |                 |
| 24.000 dischi                     |                 |
| Storia della musica               |                 |

Blue Öyster Cult è l'album di debutto dei Blue Öyster Cult, pubblicato nel 1972 dalla Columbia Records.
Quest'album ottenne riscontri positivi dalla critica dell'epoca: la loro musica venne descritta come «heavy metal per gente che odia l'heavy metal».

## Tracce

### LP
Lato A
1. Transmaniacon MC – 3:20 (Sandy Pearlman, Albert Bouchard, Donald Roeser, Eric Bloom)
2. I'm on the Lamb But I Ain't No Sheep – 3:09 (Sandy Pearlman, Albert Bouchard, Eric Bloom)
3. Then Came the Last Days of May – 3:29 (Donald Roeser)
4. Stairway to the Stars – 3:42 (Richard Meltzer, Albert Bouchard, Donald Roeser)
5. Before the Kiss, a Redcap – 4:57 (Sandy Pearlman, Murray Krugman, Allen Lanier, Donald Roeser)

Lato B
1. Screams – 3:09 (Joe Bouchard)
2. She's as Beautiful as a Foot – 2:56 (Richard Meltzer, Albert Bouchard, Allen Lanier)
3. Cities on Flame With Rock and Roll – 4:04 (Sandy Pearlman, Donald Roeser, Albert Bouchard)
4. Workshop of the Telescopes – 3:50 (Sandy Pearlman, B.O.C.)
5. Redeemed – 4:01 (Sandy Pearlman, Harry Farcas, Albert Bouchard, Allen Lanier)

### CD
Edizione CD del 2001, pubblicato dalla Columbia/Legacy Records (CK 85482)
1. Transmaniacon MC – 3:21 (Sandy Pearlman, Albert Bouchard, Donald Roeser, Eric Bloom)
2. I'm on the Lamb But I Ain't No Sheep – 3:10 (Sandy Pearlman, Albert Bouchard, Eric Bloom)
3. Then Came the Last Days of May – 3:31 (Donald Roeser)
4. Stairway to the Stars – 3:43 (Richard Meltzer, Albert Bouchard, Donald Roeser)
5. Before the Kiss, a Redcap – 4:59 (Sandy Pearlman, Donald Roeser)
6. Screams – 3:10 (Joe Bouchard)
7. She's as Beautiful as a Foot – 2:58 (Richard Meltzer, Albert Bouchard, Allen Lanier)
8. Cities on Flame With Rock and Roll – 4:03 (Donald Roeser, Albert Bouchard)
9. Workshop of the Telescopes – 4:01 (Sandy Pearlman, Albert Bouchard, Donald Roeser, Allen Lanier, Joe Bouchard, Eric Bloom)
10. Redeemed – 4:01 (Sandy Pearlman, Harry Farcas, Albert Bouchard, Allen Lanier)
11. Donovan's Monkey – 3:50 (Richard Meltzer, Albert Bouchard) – Traccia bonus - Demo
12. What Is Quicksand – 3:40 (Richard Meltzer, Allen Lanier) – Traccia bonus - Demo
13. A Fact About Sneakers – 2:50 (Richard Meltzer, Albert Bouchard) – Traccia bonus - Demo
14. Betty Lou's Got a New Pair of Shoes – 2:34 (Bobby Freeman) – Traccia bonus - demo

## Formazione
- Eric Bloom - voce, chitarra, tastiere
- Donald "Buck Dharma" Roeser - chitarra solista, voce (brani: Then Came the Last Days of May e Before the Kiss, a Redcap)
- Allen Lanier - chitarra ritmica, tastiere
- Joe Bouchard - basso, voce (brano: Screams)
- Albert Bouchard - batteria, voce (brano: Cities on Flame With Rock and Roll)

Note aggiuntive
- Murray Krugman e Sandy Pearlman - produttori
- David Lucas - produttore associato
- Registrazioni effettuate al The Warehouse di New York City, New York, nell'ottobre del 1971
- David Lucas e Bill Robertson - ingegneri delle registrazioni
- Gawlik - grafica copertina album originale[13]